# Abłanica (obwód Łowecz)
Abłanica (bułg. Абланица) – wieś w północnej Bułgarii, w obwodzie Łowecz, w gminie Łowecz.